# Douglas Heart (musikalbum)
Douglas Heart är Douglas Hearts självbetitlade debutalbum, utgivet 2003 på Labrador.

## Låtlista
1. "Smoke Screen" - 5:18
2. "A Question of Gender" - 4:43
3. "Dream" - 3:24
4. "The Telephone Trick" - 2:52
5. "Bear Olsson" - 2:27
6. "Jim" - 1:24
7. "Eveningsong #2" - 3:39
8. "When We Become Strangers" - 2:28
9. "Lights Dim" - 4:32
10. "Song for Douglas" - 3:16

## Mottagande
Musiklandet gav skivan betyget 3/5.

### Fotnoter
1. ↑  ”Douglas Heart”. Discogs.com. http://www.discogs.com/Douglas-Heart-Douglas-Heart/release/1231680. Läst 19 december 2011.
2. ↑  ”Douglas Heart”. Kritiker.se. https://kritiker.se/skivor/douglas-heart/douglas-heart/. Läst 19 december 2011.